# Fontinalis sullivantii
Fontinalis sullivantii är en bladmossart som beskrevs av Lindberg 1870. Fontinalis sullivantii ingår i släktet näckmossor, och familjen Fontinalaceae. Inga underarter finns listade i Catalogue of Life.